# آلیس نیل (فیلم)
«آلیس نیل» (انگلیسی: Alice Neel) یک فیلم مستند به کارگردانی Andrew Neel است که در سال ۲۰۰۷ منتشر شد. از بازیگران آن می‌توان به آلیس نیل، چاک کلوز، و لیندا ناکلین اشاره کرد.